# Schismatoglottis viridissima
Schismatoglottis viridissima är en kallaväxtart som beskrevs av Alistair Hay. Schismatoglottis viridissima ingår i släktet Schismatoglottis och familjen kallaväxter. Inga underarter finns listade.